# Pojarkowo (Amur)
Pojarkowo (russisch Поярково) ist ein Dorf (selo) in der Oblast Amur (Russland) mit 6726 Einwohnern (Stand 1. Oktober 2021).

## Geographie
Der Ort liegt gut 100 km Luftlinie südöstlich des Oblastverwaltungszentrums Blagoweschtschensk im Südostteil der Seja-Bureja-Ebene. Er befindet sich am linken Ufer des linken Amur-Armes protoka Pojarkowskaja, der vom Hauptarm durch die Poludenny-Insel („Mittagsinsel“) getrennt ist. Der gut 5 km südlich des Ortes verlaufende Hauptarm des Amur bildet die Grenze zur Volksrepublik China. Am westlichen Ortsrand mündet die Sawitaja in den Pojarkowskaja-Arm.
Pojarkowo ist Verwaltungssitz des Rajons Michailowski sowie Sitz und einzige Ortschaft der Landgemeinde Pojarkowski selsowet.

## Geschichte
Das Dorf wurde 1858, noch im Jahr des Anschlusses des Amur- und Primorjegebietes an das Russische Kaiserreich gemäß Vertrag von Aigun, von Kosaken als Staniza gegründet und nach dem Kosakenataman und Entdecker des 17. Jahrhunderts Wassili Pojarkow benannt.
1931 wurde der Verwaltungssitz des 1926 gegründeten Michailowski rajon aus dem namensgebenden, 35 km nördlich gelegenen Dorf Michailowka nach Pojarkowo verlegt. Von 1963 bis 1992 besaß der Ort den Status einer Siedlung städtischen Typs.

### Bevölkerungsentwicklung
| Jahr | Einwohner |
| ---- | --------- |
| 1939 | 1904      |
| 1959 | 5569      |
| 1970 | 7417      |
| 1979 | 7532      |
| 1989 | 8320      |
| 2002 | 7283      |
| 2010 | 6952      |
| 2021 | 6726      |

Anmerkung: Volkszählungsdaten

## Verkehr
Pojarkowo ist Endpunkt einer 1941 eröffneten, 89 km langen Eisenbahnstrecke, die in Sawitinsk (Station Sawitaja) von der Transsibirischen Eisenbahn abzweigt. Auch eine Straße, die östlich von Michailowka die Regionalstraße R461 Blagoweschtschensk – Raitschichinsk – Nowobureiski kreuzt, führt von Sawitinsk an der M58 Tschita – Chabarowsk nach Pojarkowo. Zu dem gegenüberliegenden chinesischen Xunke besteht während der eisfreien Zeit eine Fährverbindung.